# Ehner
Ehner (lb. Iener) – wieś (Uertschaft) w zachodnim Luksemburgu, w kantonie Redange, w gminie Saeul. Do 3 października 2015 miejscowość leżała w dystrykcie Diekirch. Liczy 46 mieszkańców (31 grudnia 2022).